# Sahara Hotnights
Nota: Para outros significados de Sahara, veja Saara
Sahara Hotnights é uma banda de indie rock de Robertsfors, Suécia. Seu estilo incorpora elementos do garage rock, power pop e country.

## História
A banda se formou por volta dos anos de 1991 e 1992, devido ao "tédio". Seu EP de estréia, Suits Anyone Fine, foi lançado em 1997 com moderado sucesso de crítica na Europa. Logo depois a banda assinou contrato com o selo sueco Speech Records e lançou três singles nos dois anos seguintes, "Face Wet", "Oh Darling" e "Nothing Yet". Em 1999 lançaram seu primeiro álbum de estúdio C'mon, Let's Pretend, que foi indicado a dois Grammys suecos (Grammis).
Em abril de 2000 lançaram outro EP, Drive Dead Slow EP, pela BMG antes do segundo álbum, Jennie Bomb (em referência a Jennie Asplund) de 2001. O lançamento do álbum coincidiu com um aumento de interesse em bandas de rock da Suécia, como The Hives, The (International) Noise Conspiracy, Mando Diao e The Hellacopters. As músicas "Alright, Alright" e "On Top Of Your World" foram lançadas como singles.
A banda ainda abriu shows para The Hives antes de lançar Kiss & Tell em 2004 pela RCA. "Hot Night Crash" e "Who Do You Dance For?" foram lançados como singles deste álbum. Além disso, "Hot Night Crash" apareceu na trilha-sonora do jogo Burnout 3 e Tony Hawk's Downhill Jam.

## Integrantes
- Maria Elisabeth Andersson (4 de dezembro de 1981, Uma, Suécia) - Vocais, guitarra
- Jennie Asplund (24 de novembro de 1979, Robertsfors, Suécia) - Backing vocal, guitarra
- Johanna Asplund (21 de setembro de 1981, Uma, Suécia) - Backing vocal, baixo
- Karin Ewa Josephine Forsman (20 de maio de 1981, Uma, Suécia) - Bateria

## Discografia

### Álbuns
- C'mon, Let's Pretend - 1999
- Jennie Bomb - 2001 Europa/2002 EUA
- Kiss & Tell - 2004
- What If Leaving Is a Loving Thing - 2007
- Sparks - 2009
- Sahara Hotnights - 2011

### Singles
- "Nothing Yet" - 1998
- "Face Wet" - 1998
- "Oh Darling" - 1998
- "Push On Some More" - 1999
- "Drive Dead Slow" - 1999
- "Quite A Feeling" - 2000
- "On Top Of Your World" - 2001
- "With Or Without Control" - 2001
- "Hot Night Crash" - 2004
- "Who Do You Dance For?" - 2004
- "Cheek to Cheek" – 2007
- "Visit to Vienna" - 2007
- "Vulture Feet" - 2011
- "Oh's" - 2011

### EP
- Suits Anyone Fine - 1997
- Drive Dead Slow EP - 2000